# Graf Yoster gibt sich die Ehre
Graf Yoster gibt sich die Ehre ("Il conte Yoster ha l'onore/si onora"; titolo in francese: Le comte Yoster a bien l'honneur) è una serie televisiva tedesca prodotta dal 1968 al 1977 da Bavaria Atelier.  Protagonisti della serie sono Lukas Ammann e Wolfgang Völz.
La serie si compone di 5 stagioni, per un totale di 76 episodi (62, di cui 14 in due parti)) episodi, della durata di 25 minuti ciascuno.
In Germania, la serie fu trasmessa in prima visione dall'emittente ARD: il primo episodio, intitolato Die Kunst und wie man sie macht, andò in onda in prima visione il 15 settembre 1967; l'ultimo, intitolato Es gibt mehr Dinge..., fu trasmesso in prima visione il 7 febbraio 1977. In Francia, la serie venne trasmessa in prima visione dal secondo canale dell'ORTF a partire dal 1º luglio 1969.

## Trama
Il conte Yoster, che vive in un castello nei pressi di Monaco di Baviera, ha come hobby quello di scrivere romanzi gialli, nonché quello di risolvere casi polizieschi assieme al suo autista Gotthold Weinhofer detto Johann.

## Episodi
| Stagione         | Episodi                       | Prima TV Germania | Prima TV Italia |
| ---------------- | ----------------------------- | ----------------- | --------------- |
| Prima stagione   | 12 (o 13)                     | 1967              | inedita         |
| Seconda stagione | 12 (o 11)                     | 1968              | inedita         |
| Terza stagione   | 12                            | 1970              | inedita         |
| Quarta stagione  | 28 (14 di due parti ciascuna) | 1974              | inedita         |
| Quinta stagione  | 12                            | 1976              | inedita         |

Le prime due stagioni sono state trasmesse in bianco e nero.